# 野洲図書館
野洲図書館（やすとしょかん）は、滋賀県野洲市辻町410にある公共図書館。野洲市図書館（組織名）の本館であり、中主分館を有する。

## 歴史
- 1921年（大正10年） - 野洲郡野洲町小篠原の野洲尋常高等小学校に野洲町教育記念図書館が設置される。
- 1968年（昭和43年） - 野洲町中央公民館図書室が設置される。
- 1979年（昭和54年） - 小篠原1780に野洲町立図書館が開館。

### 現行館時代（2002年～）
- 2002年（平成14年）8月1日 - 辻町410に野洲図書館が開館。旧館は野洲図書館分室に改称。
- 2003年（平成15年） - 関西照明技術普及会賞を受賞[2]。
- 2004年（平成16年） - 野洲図書館中主分館が開館。
- 2010年（平成22年）3月 - 野洲図書館分室が閉館。

## サービス
- 野洲市在住者および在学・在勤者、広域利用協定により草津市・守山市・栗東市在住者が館外貸出を利用できる。
- 所蔵資料は図書・雑誌・新聞・紙芝居の他に、視聴覚資料（CD・カセット・DVD・ビデオ）や絵画作品。
- 図書・雑誌・紙芝居については冊数制限なく3週間の貸出が可能。
- 視聴覚資料は1人5点3週間、絵画は1人1点6週間の貸出が可能である。新聞は館内閲覧のみ。
- 資料の返却は、2館どちらでも可能である。また、野洲市役所、市役所分庁舎、野洲地域総合センターに設置してあるブックポストへの返却も可能。ただし、視聴覚資料および他の図書館の所蔵資料はポストへは返却できない。
- 館内の資料検索端末（OPAC）およびインターネット（携帯電話を含む）で資料検索や貸出予約、返却期限延長登録も可能。

## 利用案内
- 旧野洲町に野洲図書館、旧中主町に中主分館（豊積の里総合センター内）の2館が存在する。

野洲図書館
- 開館時間
  - 平日は10時から20時、土日は10時から18時
- 休館日
  - 月曜、第1木曜、年末年始、整理休館日
- アクセス
  - JR琵琶湖線野洲駅から野洲市コミュニティバスで野洲図書館停留所下車すぐ。
- JR琵琶湖線野洲駅から近江鉄道バスで辻町停留所下車後徒歩7分。

中主分館
- 開館時間
  - 10時から17時15分
- 休館日
  - 月曜、第1木曜、年末年始、整理休館日